# 涅拉贝尔博
涅拉贝尔博（義大利語：Niella Belbo），是意大利库内奥省的一个市镇。总面积11平方公里，人口409人，人口密度37.2人/平方公里（2009年）。ISTAT代码为004150。